# Instalacja solarna
Instalacja solarna – jest to zespół dobranych do siebie urządzeń przekształcających  energię z promieniowania słonecznego  w energię cieplną lub energię elektryczną.   

## Układy instalacji solarnych
- Bezpośrednie
  - Układ do podgrzewania wody bez zasobnika
  - Układ do podgrzewania wody z zasobnikiem
- Pośrednie
  - Układ grawitacyjny
  - Układ pompowy